# Institut d'Art de Chicago
L'Institut d'Art de Chicago, oficialment i en anglès Art Institute of Chicago és un museu i escola d'art situat a Grant Park, al voltant de la costa del llac Michigan a la ciutat de Chicago. És un dels museus d'art més importants del món i segurament es compta entre els tres principals dels Estats Units, juntament amb el Metropolitan Museum de Nova York i el Museu de Belles Arts de Boston. Va ser fundat en 1879, sent George Armour el seu primer president. El 1893 el museu es va traslladar a un edifici d'estil renaixentista dissenyat per l'estudi d'arquitectura de Boston de Shepley, Rutan i Coolidge. L'edifici va ser construït inicialment per a l'World Columbian Exposition de 1893.
Col·leccions significatives són les de pintura italiana, flamenca, holandesa i espanyola. Pintors famosos representats són El Greco, Rembrandt i Frans Hals.

## La col·lecció del museu

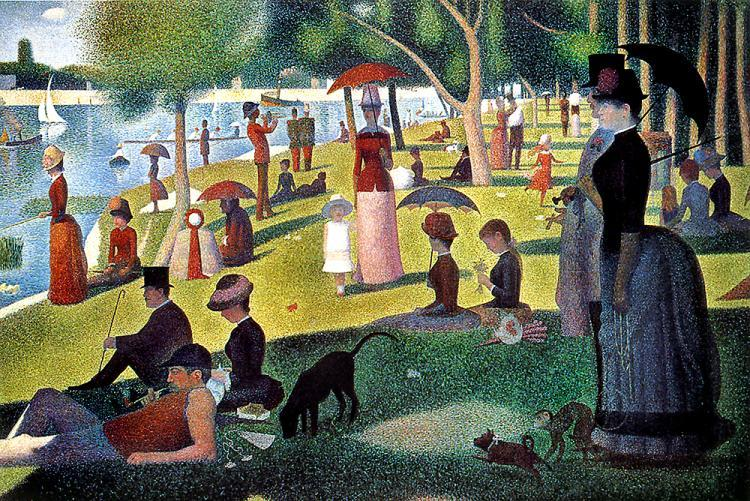
Seurat, Tarda de diumenge en l'illa de Gran Jatte.

El museu és famós principalment per les seves col·leccions de pintura impressionista, post-impressionista i d'autors americans, si bé compta amb importants exemples de pintura a partir del Renaixement. Sobresurt El Greco, amb diverses teles entre les quals destaca L'Assumpció de la Verge, el primer quadre de l'artista que va ingressar en un museu americà, i encara avui el més important d'ells. De Rubens hi ha diverses obres, com una Sagrada Família. De Rembrandt, destaca l'Home amb cadena d'or. Són igualment importants el Crist crucificat de Zurbarán i la sèrie sobre El bandit Maragato de Goya. S'hi conserva així mateix una obra mestra de l'art català medieval, la taula central del retaule de Sant Jordi de Bernat Martorell.
Una altra obra medieval catalana que forma part de les seves col·leccions és una imatge de fusta tallada del Crist Crucificat que procedeix de l'església de Santa Maria dels Turers de Banyoles.
La col·lecció impressionista i post-impressionista és riquíssima. Inclou més de 30 pintures de Claude Monet. Obres importants de Renoir, tals com Esmorzar en el restaurant Fournaise i Dues germanes (en la terrassa), així com les de Paul Cézanne Els banyistes, Cistella de pomes, i Senyora Cézanne en una cadira groga, estan en la col·lecció.
En el Moulin rouge i El circ Fernando, de Henri de Toulouse-Lautrec són altres obres estel·lars, igual que les obres de Seurat Tarda de diumenge en l'illa de Gran Jatte i de Gustave Caillebotte, Carrer de París en dia plujós. Les pintures no franceses que culminen la col·lecció impressionista i del postimpressionisme inclouen Dormitori en Arlès i Autorretrat de 1887 de Vincent van Gogh.
La col·lecció del segle xx inclou el Vell guitarrista, de l'època blava de Picasso, així com exemples de Henri Matisse, Giorgio de Chirico… Entre els treballs més importants de la col·lecció americana està el quadre de Grant Wood, Amèrica Gòtica i el quadre Noctàmbuls de Edward Hopper (Nighthawks), considerat la seva obra mestra i una icona de la cultura nord-americana. No obstant això, el museu té moltes més obres a part de pintures. Es poden contemplar escultures de tot el món.
Entre els artistes catalans del segle XX representats a l'Institut d'Art destaquen Salvador Dalí, Joan Miró i Juli Gonzàlez. Així mateix, la Biblioteca de l'Institut guarda els arxius sobre art i arquitectura catalanes de George R. Collins, important estudiós de l'obra de Gaudí.
En el soterrani estan les sales Thorne. Hi ha miniatures exactes que mostren estils arquitectònics, així com col·leccions de mobles americans i europeus. També en el soterrani estan les galeries que exhibeixen la col·lecció de fotografia. En la planta baixa està la col·lecció de George F. Harding, col·lecció d'armes i armadures de l'època medieval i renaixement. La col·lecció de ceràmica precolombines és altra exhibició excepcional. Una atracció especial del museu és una estàtua "tangible" per als cecs i per als nens: un retrat facial expressiu de Joana d'Arc.

## Ampliació
L'any 2009, i després de deu anys d'obres, es va obrir l'ampliació de l'edifici, dissenyada per Renzo Piano, que contenia les obres més modernes del museu. La nova ala del museu, anomenada Modern Wing, té 24.500 metres quadrats i en aquell moment va convertir el centre en un dels museus més grans dels Estats Units.
El museu esperava que la nova ampliació augmentés l'atenció a les col·leccions del segle xx, les quals inclouen importants pintures de Picasso com El vell Guitarrista, la de Matisse Els banyistes en el riu i la de René Magritte El temps paralitzat. Els directius del museu consideraven que la col·lecció moderna és la tercera més important en el món, després el del Museu d'art modern i el centre Georges Pompidou. La col·lecció moderna ha estat eclipsada en el passat per l'extraordinària col·lecció del segle xix del museu. L'ampliació també inclourà un pati dissenyat per Gustafson Guthrie Nichol.

## La col·lecció de Terra
Des d'abril de 2005, aproximadament cinquanta pintures de la col·lecció del museu Terra (ara la fundació de Terra) han estat originalment en préstec al departament d'art americà en el museu de Chicago (AIC). Les col·leccions de Terra i del museu estan situades en unes galeries i sales noves i juntes proporcionen una de les presentacions més comprensives de tot el país sobre l'art americà. La col·lecció de la fundació de treballs americans sobre paper es troba en el departament d'impressions i de dibuixos, en el museu.

## Swami Vivekananda
L'institut d'art de Chicago també va ser el lloc on el famós mestre hindú Swami Vivekananda es va dirigir al parlament de les religions del món el 1893. L'11 de setembre de 1995, l'institut d'art va instal·lar una placa de bronze per a commemorar el discurs històric de Swami Vivekananda. La placa diu: 
| « | En aquest lloc entre el 11 i 27 de setembre de 1893, Swami Vivekananda (1863-1902), el primer monjo hindú de l'Índia a ensenyar Vedanta a Amèrica, es va dirigir al parlament del món de les religions, portat a terme conjuntament amb l'Exposició Universal de Chicago. El seu èxit sense precedents va obrir el camí per al diàleg entre les religions de l'est i oest. | » |

L'11 de novembre de 1995, el tram de l'avinguda de Michigan que passa davant de l'institut d'art es va denominar formalment amb l'honorari nom de Via de Swami Vivekananda.